# Marc Buchholz

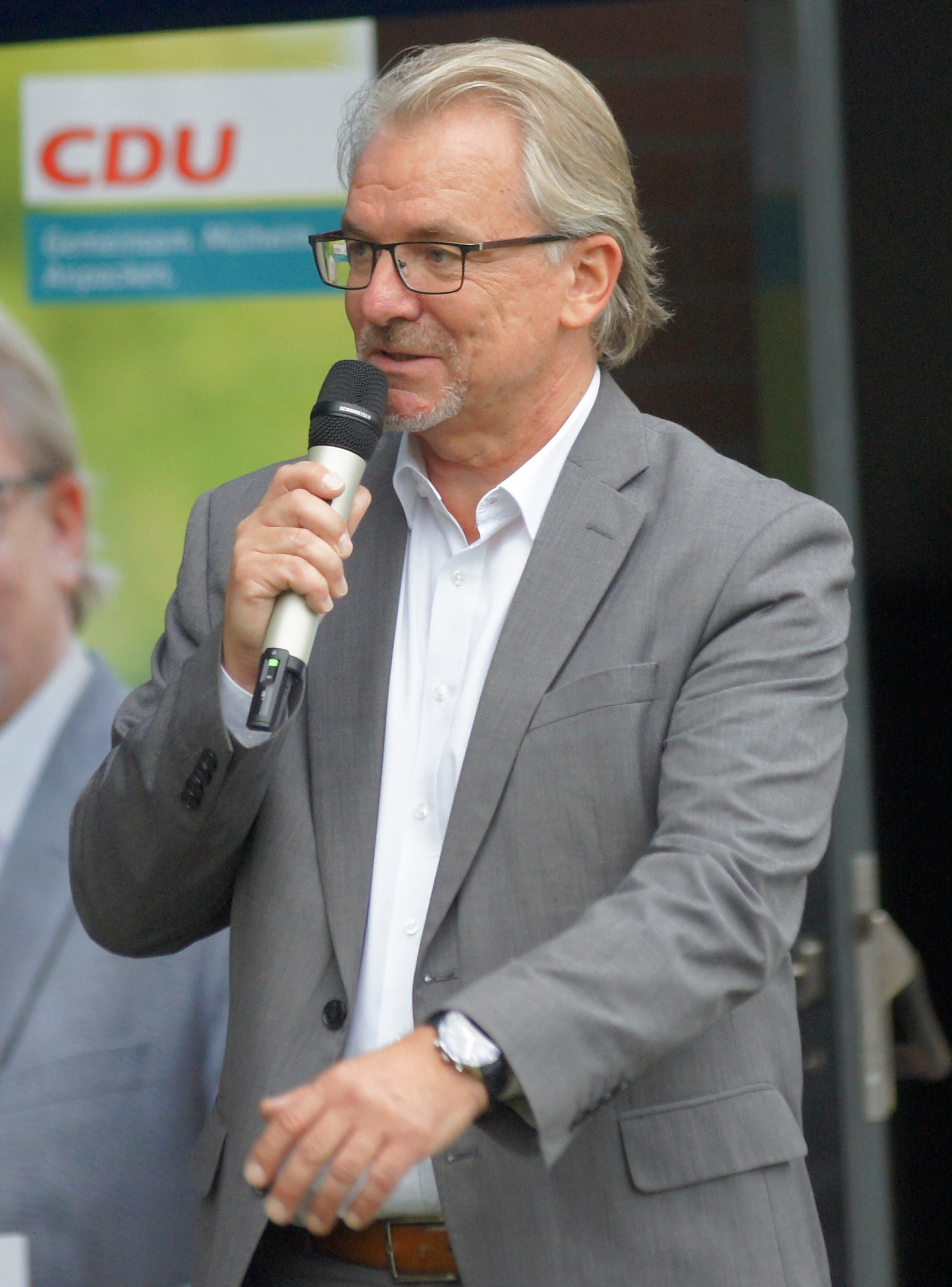
Marc Buchholz bei einer Wahlkampfveranstaltung im September 2020.

Marc Buchholz (* 10. März 1968 in Duisburg) ist ein deutscher Politiker (CDU). Seit dem 7. Oktober 2020 ist er Oberbürgermeister der Stadt Mülheim an der Ruhr.

## Werdegang
Marc Buchholz wurde in Duisburg-Hamborn geboren. Von 1989 bis 1992 ging er nach Mannheim, um an der dortigen Fachhochschule die Laufbahnprüfung für den gehobenen Dienst in der Bundesagentur für Arbeit zu absolvieren. Später legte er zwischen 2011 und 2013 ein berufsbegleitendes Sozialmanagementstudium an der Hochschule Niederrhein nach und schloss es mit dem Masterabschluss ab.
Als Arbeitsvermittler im Außendienst kehrte Buchholz 1992 nach Duisburg zurück. 1995 wurde er Beamter auf Lebenszeit und übernahm ein Jahr später die Agentur „City-Büro“, in der berufstätige Fach- und Führungskräfte vermittelt wurden. Anschließend baute er 1998 die Vermittlungsagentur „AkZent“ an der Duisburger Mercator-Universität aus.
Von 2001 bis 2005 war Buchholz für die Düsseldorfer CDU-Fraktion tätig. Als persönlicher Referent des damaligen Fraktionschefs Manfred Graff war er für die Bereiche Finanzen, Wirtschaftsförderung und den Schulausschuss zuständig. Bei gleichzeitiger Beurlaubung als Beamter wurde er 2002 Fraktionsgeschäftsführer der CDU. Drei Jahre später stieg Buchholz in die Geschäftsführung des Zweckverbandes im Erholungsgebiet Unterbacher See ein. Aus dieser Position heraus bewarb er sich noch im gleichen Jahr für den Posten des Beigeordneten in Kevelaer.
Im September 2005 wurde Buchholz schließlich vom Stadtrat von Kevelaer gewählt. 2013 erfolgte seine Wiederwahl. Zu dem Zeitpunkt war sein Zuständigkeitsbereich bereits erweitert worden. Als Dezernent verantwortete er die Bereiche Schule, Jugend, Sport und Soziales. Er war allgemeiner Vertreter des Bürgermeisters.
Im Jahr 2019 wechselte Buchholz als Beigeordneter nach Mülheim an der Ruhr, nachdem er sich Jahre zuvor bereits für eine ähnliche Stelle in Dinslaken beworben hatte. Am 14. Februar wurde er vom Rat der Stadt bei 19 Gegenstimmen gewählt, seinen Posten trat er schließlich im April an. Er war seitdem bis zu seiner Wahl als Oberbürgermeister bei den Kommunalwahlen 2020 Dezernent für Bildung, Soziales, Jugend, Gesundheit, Sport und Kultur.

## Oberbürgermeister
2009 trat Marc Buchholz für die CDU bei der Oberbürgermeisterwahl in Bottrop an. Er erreichte 29,1 Prozent der Stimmen und unterlag dem SPD-Kandidaten Bernd Tischler damit klar. Einen zweiten Anlauf unternahm Buchholz im Jahr 2020 in Mülheim. Nachdem Diane Jägers, die gemeinsame Kandidatin der CDU und der Grünen, ihre Kandidatur zurückzog, nominierte die CDU als eigenen Kandidaten Buchholz. Im ersten Wahlgang am 13. September erreichte der CDU-Kandidat 25,43 Prozent der Stimmen und damit knapp mehr als seine SPD-Kontrahentin Monika Griefahn (25,28 Prozent, Unterschied in absoluten Zahlen 94 Stimmen). Bei der Stichwahl am 27. September 2020 setzte sich Buchholz mit 56,74 % der Stimmen gegen 43,26 % der Stimmen für Griefahn bei einer Wahlbeteiligung von 37,82 % durch.
Am 7. Oktober übernahm er offiziell die Amtsgeschäfte als Oberbürgermeister Mülheims.
Im April 2024 gab es massive Kritik daran, dass er am Fastenbrechen beim ATiB-Ortsverein teilnahm. Er sagte dazu u. a.: „Ich distanziere mich ausdrücklich von denjenigen, die extremistisch auftreten und unsere Grundwerte nicht teilen und somit auch von den Grauen Wölfen. Ich unterscheide aber zwischen dem Dachverband der ATiB in Köln und den Menschen in unserer Stadt, die sich hier bei uns auch in einen interreligiösen Dialog aktiv mit einbringen.“

## Weitere Aktivitäten
Von 1995 bis 2001 war Buchholz als Jugendleiter beim Landessportbund Nordrhein-Westfalen tätig.  Von 2002 bis 2004 war er Referent des Deutschen Siedlerbundes und ist 2004 in selber Funktion bei der Konrad-Adenauer-Stiftung aktiv. Seine Schwerpunkte dort sind Politik, Verwaltung und Soziales. Von 2010 bis 2019 war Buchholz Mitglied im Expertengremium „Bildung im Ganztag NRW“. Er ist Mitglied im Mülheimer Sportförderkreis.

## Privates
Marc Buchholz ist verheiratet und hat  einen Sohn und eine Tochter. Die Familie lebt in Duisburg-Neumühl.